# Damien Birkinhead
Damien Birkinhead (Whittington, 8 aprile 1993) è un pesista australiano.

## Palmarès
| Anno | Manifestazione      | Sede           | Evento         | Risultato | Misura  | Note |
| ---- | ------------------- | -------------- | -------------- | --------- | ------- | ---- |
| 2010 | Olimpiadi giovanili | Singapore      | Getto del peso | 4º        | 20,55 m |      |
| 2012 | Mondiali juniores   | Barcellona     | Getto del peso | Bronzo    | 21,14 m |      |
| 2014 | Commonwealth        | Glasgow        | Getto del peso | 5º        | 19,59 m |      |
| 2016 | Giochi olimpici     | Rio de Janeiro | Getto del peso | 10º       | 20,45 m |      |
| 2017 | Mondiali            | Londra         | Getto del peso | 20º (q)   | 19,90 m |      |
| 2018 | Mondiali indoor     | Birmingham     | Getto del peso | 16º       | 19,11 m |      |
| 2018 | Commonwealth        | Gold Coast     | Getto del peso | 5º        | 20,77 m |      |
| 2022 | Oceaniani           | Mackay         | Getto del peso | Oro       | 18,59 m |      |